# Hrvatska u Revoluciji 1848.
Kao i u većem dijelu Monarhije, i u Hrvatskoj je 1848. obilježena revolucionarnim gibanjima u kojima su istaknuti nacionalni, socijalni i politički zahtjevi. Hrvatski zahtjevi u velikoj su mjeri bili uvjetovani postavljanjem mađarskih nacionalnih zahtjeva, posebice prijedloga ustavnoga zakona Ugarskog sabora kojim se zahtijevalo centraliziranje Ugarske s mađarskim kao službenim jezikom, a u kojoj bi Slavonija postala sastavnim dijelom Ugarske dok bi Hrvatska imala pokrajinsku autonomiju. Revolucija 1848. zahvatila je i Habsburšku Monarhiju, posebice Beč, Ugarsku i Hrvatsku. Hrvatski narod je donio svoja Zahtijevanja, zapravo politički program, a za bana je postavljen pukovnik Josip Jelačić. On je prekinuo sve odnose s Ugarskom, poglavito odbacio onu odluku o zajedničkoj vladi iz 1790., ukinuo kmetstvo, ustrojio samostalnu hrvatsku vladu. Na prijetnje iz Mađarske počeo se spremati za obranu zemlje. Budući da je Jelačić bio hrvatski ban, krajiški zapovjednik, a kako je imenovan za guvernera Rijeke i Dalmacije, oko njega se okupila čitava Hrvatska.
U Ugarskoj je izbila revolucija koja nije priznavala ni jedan drugi narod osim Mađara, a oružjem su zaprijetili Hrvatima pa je to dovelo i do zbližavanja Hrvata i Srba u južnoj Ugarskoj (Bačkoj). Uskoro je izbio pravi rat između Hrvata i Mađara, ali tek nakon neuspješnih pregovora i uz suglasnost bečkog dvora. Jelačić je s hrvatskom vojskom prešao Dravu, vratio hrvatsko Međimurje, a potom stupio na ugarsko tlo, ali je poslije nekoliko bitaka morao ratovati i za obranu dvora i Austrije. Kada je uz pomoć Rusa slomljena mađarska revolucija, novi vladar Franjo Josip I. je proglasio apsolutizam koji je nametnut svim austrijskim nasljednim zemljama ali i Hrvatima koji su pomagali Habsburgovcima kao i Mađarima koji su digli revoluciju. Iako je hrvatska politika tijekom revolucije u većini nacionalnih zahtjeva doživjela neuspjeh, bile su oblikovane osnovne ideje koje su obilježile hrvatska politička nastojanja do 1918. i započela je preobrazba hrvatskog društva u moderno građansko društvo. Za postojanja apsolutizma Jelačić je i dalje ostao banom i nastojao koliko je bilo moguće pomoći Hrvatskoj na gospodarskom području i odvajanju hrvatske katoličke biskupije od ugarske crkvene uprave. Zagreb tada postaje jedinstveni grad i kao nadbiskupsko sjedište postaje glavni grad i integracijsko središte svih Hrvata. 

## Zahtijevanja naroda
Revolucionarna zbivanja u Habsburškoj Monarhiji potaknula su i niz događaja u Hrvatskoj. Isticanje mađarskih nacionalnih zahtjeva u ožujku 1848. te prijedlog ustavnoga zakona Ugarskoga sabora, koji je predviđao centraliziranu državu s mađarskim kao službenim jezikom, u kojoj bi Slavonija postala sastavnim dijelom Ugarske, a užoj Hrvatskoj ostala bi pokrajinska autonomija, izazvao je otpor hrvatskih političara. Tada su predstavnici Narodne stranke, potaknuti ožujskim prevratom u Beču i Metternichovim padom, a u nemogućnosti saziva Hrvatskoga sabora, pretvorili Zagrebačku skupštinu u Narodnu skupštinu, 17. ožujka 1848. Istoga je dana Hrvatski odbor u Beču postavio zahtjev za sazivanjem Hrvatskog sabora, sjedinjenje hrvatskih zemalja i njihovu veću povezanost s austrijskim nasljednim zemljama. Istoga dana u Zagrebu, kako bi nadomjestili rad Sabora, predstavnici sazvali su Narodnu skupštinu. Na hrvatske zahtjeve kralj Ferdinand V. odgovorio je imenovanjem krajiškog pukovnika Josipa Jelačića Bužimskoga za hrvatskog bana 23. ožujka, a 25. ožujka velika Narodna skupština u Zagrebu usvojila je Zahtijevanja naroda, program od 30 točaka u kojem su zatražene građansko-liberalne reforme (opće pravo glasa, sloboda tiska, govora i vjeroispovijesti), ujedinjenje hrvatskih zemalja u jednu državnu cjelinu, samostalnu hrvatsku vladu, ravnopravnost svih naroda u Ugarskoj i očuvanje Habsburške Monarhije, uvođenje hrvatskog jezika u školstvo i upravu na svim razinama, utemeljenje sveučilišta i dr. Zahtijevanja su 31. ožujka bila predana kralju.

## Ban Josip Jelačić
Dana 8. travnja Jelačić je - uz značajno posredovanja Lavala Nugenta, austrijskog generala bliskog dvoru i pobornika Ilirskog pokreta - postao podmaršal i vrhovni zapovjednik u tzv. civilnoj Hrvatskoj i Slavoniji te Vojnoj krajini, a 9. travnja položio je bansku prisegu pred kraljem u nazočnosti ugarskog potkancelara (što je označavalo formalnu podčinjenost mađarskim vrhovnim tijelima), ali je odbio sudjelovati u zatvaranju Ugarskoga sabora u Požunu kada su potvrđeni ustavni zakoni, 11. travnja. Ugarski palatin pozvao je Jelačića u Peštu 20. travnja na usuglašivanje o političkim pitanjima, ali je Jelačić 25. travnja izdao proglas (Bansko pismo) kojim je ukinuo kmetstvo i objavio da do utvrđivanja novih odnosa s Ugarskom, što će učiniti Hrvatski sabor, prekida veze s ugarskom vladom. Time je podupro težnju za osamostaljenjem Hrvatske od Pešte, ali je ostavio mogućnost stvaranja novoga hrvatsko-ugarskog saveza na temelju ravnopravnosti dvaju naroda. Kao odgovor na to ugarska je vlada uspjela ishoditi kraljev pristanak (kraljeva pisma od 6. do 8. svibnja) za podvrgavanje Jelačića i Vojne krajine ugarskom palatinu i vladi. Kada je 8. svibnja na Jelačićev poticaj započeo rad Banske konferencije (potonje Bansko vijeće), koja je kao samostalna hrvatska vlada objavila novi saborski izborni zakon temeljen na građanskoj jednakosti, ugarski palatin postavio je 10. svibnja Jelačiću ultimatum o opozivanju proglasa o prekidu veza s Peštom, a 13. svibnja formalno mu oduzeo bansku čast te imenovao generala Hrabovszkoga kao kraljevog povjerenikom za civilnu i vojnu Hrvatsku.

## Hrvatski sabor 1848.
Unatoč toj odluci Jelačić je odobrio izbore za Hrvatski sabor u cijeloj civilnoj i vojnoj Hrvatskoj (osim u Rijeci, koja je od prije bila pod ugarskom upravom, i Petrovaradinu, u kojem je bilo sjedište Hrabovszkoga). od 5. lipnja do 9. srpnja zasjedao je prvi izabrani, ne staleški, Hrvatski sabor, koji je kao zakonodavno tijelo trebao obuhvatiti područja Banske Hrvatske, Slavonije, Vojne krajine, Dalmacije, Rijeke i Međimurja. Na zasjedanju Sabora 5. lipnja, Jelačić je položio svečanu prisegu, čime je bio dovršen postupak njegova uvođenja u bansku čast, premda bez prisutnosti kraljevog povjerenika. Premda je na mađarski zahtjev kralj potvrdio oduzimanje banske časti Jelačiću 10. lipnja, sabor mu je dana 29. lipnja predao neograničenu vlast (diktatorske ovlasti u građanskim i vojnim pitanjima). Tada su bile potvrđene i sve Jelačićeve odluke iz ožujka i travnja 1848., a u članku XI. bio je istaknut zahtjev za federativnim preuređenjem Monarhije, sjedinjenjem Dalmacije s banskom Hrvatskom i politički savez srpske Vojvodine, južne Štajerske, Koruške, Istre i Gorice s Hrvatskom. Člankom XXVI. bio je izglasovan Ustav krajiški radi sjedinjenja Vojne krajine s banskom Hrvatskom. 
Opredijelivši se za austroslavizam, saborski zastupnici zatražili su da Hrvatska sa slovenskim zemljama i dijelom južne Ugarske (Vojvodina) bude jedna od federalnih jedinica Monarhije. Posljednji saborski akt, donesen 9. srpnja, Manifest naroda hrvatsko slavonskoga, koji je sastavio Ivan Mažuranić, bio je namijenjen europskoj javnosti, a u njemu se zahtijevalo preuređenje Austrije u konfederativnu zajednicu slobodnih i ravnopravnih naroda (objašnjena je politika austroslavizma). Uz zahtjev za neovisnošću Hrvatske od Kraljevine Ugarske unutar Habsburške Monarhije, iznesen je povijesni pregled mađarsko-hrvatskih odnosa uz isticanje hrvatskoga prirodnog i povijesnog prava na samostalnost.

## Rat s Mađarima
Tijekom srpnja i kolovoza daljnje su zaoštreni odnosi s Ugarskom, posebice zbog neslaganja oko osnutka srpske Vojvodine i njezina saveza s Hrvatskom. Dana 31. kolovoza, hrvatska vojska ušla je u Rijeku. Uz to je kralj, odlučan u slamanju mađarske samostalnosti, poništio sve odluke Ugarskog sabora i 4. rujna vratio Jelačiću bansku čast i vojne ovlasti. Nakon pismene podrške J.J. Strossmayera i pisma od 4. rujna 1848. u kojem mu kralj vraća sva dostojanstva i časti, uz ispriku: "Mene je na to svrgnuće navelo podmetanje Vaših neprijatelja...", ban Jelačić skuplja vojsku u Varaždinu, te 7. rujna 1848. izdaje proglas u kojem objavljuje rat peštanskoj vladi, a ne mađarskom narodu. U proglasu je još objavio: 
»Mi hoćemo jednakost i ravnopravnost svih naroda i narodnosti, što žive pod krunom ugarskom. Pošto dakle ministarstvo mađarsko misli, da ne može pristati na te pogodbe zato nam nalaže čast i dužnost, da pokušamo zadnje, pa da se latimo oružja.«
Dana 7. rujna, nakon neuspješnih pregovora s Mađarima, Jelačić je izjavio rat ugarskom ministarstvu i 11. rujna s približno 50.000 vojnika prešao Dravu. Vojnim putem pripojio je Međimurje, pod geslom: "Što Bog da i sreća junačka!". Krenuvši prema Budimu i Pešti, Jelačićeve postrojbe sukobile su se s ugarskima kraj Pákozda i Valencea 29. rujna, ali je bitka završila bez pobjednika. Nakon bijega carske obitelji iz Beča, Jelačić je napustio mađarsko bojište kako bi pomogao knezu Windischgrätzu u slamanju bečke revolucije, a 3. listopada imenovan je kraljevskim komesarom i zapovjednikom sve vojske u Ugarskoj. U bitki kraj Schwechata, 30. listopada, Jelačićeva je vojska pobijedila mađarsku koja je došla u pomoć bečkim revolucionarima u Beču. Nakon što je Jelačić imenovan gubernatorom Rijeke i Dalmacije te vrhovnim zapovjednikom Vojne krajine, pod vlašću hrvatskog bana nakon dugo vremena istodobno su objedinjene Hrvatska, Slavonija, Dalmacija, Rijeka, Međimurje i Vojna krajina. Po prvi put nakon nekoliko stoljeća većina hrvatskih zemalja, makar privremeno, bila je ujedinjena.

## Oktroirani ustav
Dana 5. siječnja 1849., nakon pobjede nad Mađarima, Jelačić i Windischgrätz ušli su sa svojim vojskama u Peštu i potisnuli Mađare preko Tise. Mađarska je revolucija napokon ugušena nakon ruske intervencije 13. kolovoza 1849. mađarskim porazom kraj Világosa. Početkom 1849. započeo je raditi Veliki saborski odbor u Zagrebu, koji je do travnja izradio zakonske osnove o administraciji (hrvatskim županijama), političkom i vojnom ustroju Hrvatske (vladi, saboru, narodnoj vojsci) te o odnosu prema Austriji. No revolucionarni zahtjevi hrvatskog, ali i svih ostalih naroda u Monarhiji, dokinuti su 7. ožujka 1849. kada je kralj Franjo Josip proglasio oktroirani ustav za cijelu Monarhiju. Taj je ustav negirao gotovo sve demokratske tekovine revolucionarnih zbivanja iz 1848., osim ukidanja feudanih odnosa i državnih tijela nužnih za funkcioniranje uprave i sudstva. Habsburška Monarhija opet je postala savez država s vlastitim zakonodavnim tijelima i vrlo ograničenom autonomijom. Oktroirani ustav proglašen 10. rujna 1849. u Hrvatskoj, označio je kraj organiziranoga hrvatskog političkog i nacionalnog pokreta tijekom 1848. i 1849. godine. Iako je hrvatska politika tijekom te dvije godine u većini nacionalnih zahtjeva doživjela neuspjeh, bile su oblikovane osnovne ideje koje su obilježile hrvatska politička nastojanja do 1918. i započela je preobrazba hrvatskog društva u moderno građansko društvo.

## Prema Nagodbi

### Neoapsolutizam
Nade u mogućnost preobrazbe Habsburške Monarhije u federaciju ravnopravnih naroda u tim su se uvjetima postupno gasile, iako ih je skupina oko lista Slavenski jug gajila sve do početka 1850. Hrvatska se politika teško mirila s tim da je politika austroslavizma u takvim okolnostima neostvariva. Iako je ustav zadržao liberalna načela iz 1848. (ukidanje feudalnih odnosa, jednakost pred zakonom, modernizacija uprave i sudstva), njegova temeljna obilježja značila su obnovu bečkog apsolutizma s težnjom stvaranja jedinstvene, centralizirane Carevine (Bachov apsolutizam). Hrvatskoj, koja se tada ubrajala među nerazvijeniji dio Monarhije, modernizacijske mjere bečkog dvora uspjele su ukloniti naslijeđa feudalnog društva, ali u svojim brojnim sastavnicama mlado i gospodarski nedovoljno snažno hrvatsko građanstvo nije ih moglo u cijelosti slijediti. Za postojanja apsolutizma Jelačić je i dalje ostao banom i nastojao koliko je bilo moguće pomoći Hrvatskoj na gospodarskom području i odvajanju hrvatske katoličke biskupije od ugarske crkvene uprave. Zagreb postaje jedinstveni grad i kao nadbiskupsko sjedište od 1852. postaje glavni grad i integracijsko središte svih Hrvata. Od 1852. započinje doba otvorenog apsolutizma, zabranjena je uporaba hrvatske zastave, Hrvatska je podijeljena na pet okružja na čelu s predstojnicima (1854.), a otvorenom germanizacijom hrvatski je jezik bio zatiran.

### Sabori 1860-ih
Bachov apsolutizam definitvno je srušen nakon teških poraza austrijske vojske na talijanskom bojištu kraj Magente i Solferina (1859.). Uspostava ustavnog stanja (od 1860.) hrvatskoj je politici kao prioritete odredila uređenje državnopravnih odnosa s Ugarskom, kao i rješenje njezina statusa u okviru Monarhije. Godine 1861., Hrvatski sabor (u kojem su narodnjaci imali većinu) donosi zaključak prema kojemu Hrvatska pristaje na realnu uniju s Ugarskom (prekinutu 1848.) pod uvjetom da joj ona prizna neovisnost, stvarnu i virtualnu teritorijalnu sveukupnost, autonomiju u unutarnjoj upravi, sudstvu, školstvu i crkvenim poslovima. Istodobno, promađarska Unionistička stranka zauzimala se za sklapanje realne unije s Ugarskom bez ikakvih prethodnih uvjeta, dočim su pravaški prvaci Ante Starčević i Eugen Kvaternik zastupali motrište o samostalnoj hrvatskoj državi izvan Monarhije. Godine 1863. dolazi do rascjepa u Narodnoj stranci, dio narodnjaka predvođenih Ivanom Mažuranićem osniva Samostalnu narodnu stranku koja se zalaže za sporazum s Austrijom prije negoli se ona nagodi s Ugarskom. Zaokret dijela hrvatskih političara prema Austriji došao je kasno, pregovori između Austrije i Ugarske već su bili u punom tijeku i 1867. urodili su Austro-ugarskom nagodbom.  Dogovor s Mađarima trebalo je postići po bilo koju cijenu, jer je o njemu ovisila stabilnost uređenja države prema Austro-ugarskoj nagodbi. Pošto je 1867. propao pokušaj narodnjaka da se bez prethodnih uvjeta dogovori s mađarskom vladom o hrvatskoj autonomiji, u Hrvatskoj su provedeni nasilni izbori, koji su u Sabor doveli unionističku većinu. Godinu dana potom, unionistička većina u Saboru sklapa s Ugarskom, Hrvatsko-ugarsku nagodbu. Njome je Trojednica iako priznata kao politički subjekt s pravom na teritorijalnu cjelovitost, u većini poslova postala ovisna o Ugarskoj.

## Poveznice
- Revolucija 1848. – 1849.
- Revolucija u Mađarskoj 1848.